# She She Pop
She She Pop ist ein Performance-Kollektiv, das in den 90er Jahren aus dem Studiengang der Angewandten Theaterwissenschaft an der Justus-Liebig-Universität Gießen hervorgegangen ist. Mitglieder sind Sebastian Bark, Johanna Freiburg, Fanni Halmburger, Lisa Lucassen, Mieke Matzke, Ilia Papatheodorou, Berit Stumpf und Elke Weber, als Geschäftsführerin.
Die Mitglieder der Gruppe sind in der Mehrzahl Frauen und arbeiten im Kollektiv. Die Performer verstehen sich als Autoren, Dramaturgen und Ausführende ihrer Bühnenhandlung. Das Einbeziehen der eigenen Autobiografie ist dabei vor allem Methode, nicht Zweck der Arbeit. Daraus entsteht eine Theaterform, die dem Experiment verpflichtet ist. Die Bühne ist immer ein Ort der akuten Öffentlichkeit. Hier werden Entscheidungen getroffen, Gesprächsweisen und Gesellschaftssysteme ausprobiert, Sprech-Gesten und soziale Rituale einstudiert oder verworfen. Das Theater wird zu einem Raum für utopische Kommunikation. Auch das Publikum erhält häufig eine konkrete Zuschreibung und eine besondere Funktion: Sämtliche Arbeiten von She She Pop sind auf ihre Weise Experimente oder Beweisführungen, die ohne Zeugenschaft ungültig würden.
She She Pop thematisiert Voyeurismus, künstlerische Prostitution und zeigt Strategien weiblicher Selbstinszenierung. Ausgangspunkt für die Arbeit von She She Pop ist häufig die Auseinandersetzung mit populären Genres wie der Seifenoper, der Gameshow oder einer Homestory.
She She Pop sind seit 1998 in Berlin ansässig. Das Theater HAU Hebbel am Ufer ist seit 2003 ihr kontinuierlicher Koproduzent und Kooperationspartner in Berlin. Weitere regelmäßige Kooperationspartner im In- und Ausland sind: Münchner Kammerspiele, Schauspiel Stuttgart, Kampnagel Hamburg, Forum Freies Theater in Düsseldorf, Künstlerhaus Mousonturm Frankfurt/Main, Kaserne Basel, Theatre de la Ville /Festival D´Automne de Paris, Festival Kyoto Experiment, Archa Theater Prag, Prager Festival deutscher Sprache und das Festival Konfrontationen Lublin.

## Produktionen
- Sesam, Sex und Salmonellen (1993)
- Negarmorphosen – Ein Abend in schwarz / weiss (1995)
- Things That I Used To Do (I ain’t never gonna do them no more) (1996)
- Schlammbeißers Reisen (Festival 12 Stunden Gießen, 1997)
- Trust! – Schließlich ist es Ihr Geld (Kampnagel Hamburg, 1998)
- Live! – Erfolgreiche Selbstdarstellung in 45 Minuten (Theater am Neumarkt Zürich, 1999)
- She She Pop En Vogue (Literaturhaus Hamburg, 1999)
- Maze 1.0 – Die Shichifukujin (Podewil Berlin, 2000)
- Feld der Verklärung (Festival Zeitenwende Gießen, 2000)
- 1/10 Reigen (Deutsches Schauspielhaus Hamburg, 2001)
- Rules  – Mach dein eigenes Spiel! (Podewil Berlin, 2001)
- Bad (Kampnagel Hamburg, 2002)
- Homestory (Prater der Volksbühne Berlin, 2002)
- Warum tanzt ihr nicht? (Kampnagel Hamburg, 2004)
- Lagerfeuer – Eine utopische Zwangsgemeinschaft mit She She Pop (Steirischer Herbst Graz, 2005)
- Peer Gynt – 3 Sennerinnen (Sophiensaele Berlin, 2005)
- Für alle (Hebbel am Ufer, 2006)
- Familienalbum (Hebbel am Ufer, 2008)
- Heimatmuseum (Festspielhaus Hellerau Dresden, 2007)
- Die Welt, in der wir leben (Hebbel am Ufer, 2009)
- What’s wrong? (it´s okay) (Westwerk Hamburg, 2003)
- Rules – Die Verlängerung (transeuropa Festiva Berlin, 2003)
- Die Relevanz-Show (Kampnagel Hamburg, 2007)
- Träumlabor (im Rahmen von Hotel Subbotnik im ehemaligen Horten-Kaufhaus in Gera, Theaterfabrik Gera, 2008)
- Testament – Verspätete Vorbereitungen zum Generationswechsel nach Lear (Hebbel am Ufer Berlin, 2010).
- 7 Schwestern – Ein Gruppenportrait frei nach Tschechow (Hebbel am Ufer Berlin, 2010)
- She She Pop ist die Marquise von O. (im Rahmen des Kleistfestivals, Maxim Gorki Theater Berlin, 2011)
- Unendlicher Spaß – Fußnote 24 (im Rahmen von Unendlicher Spaß von David Foster Wallace – 24 Stunden durch den utopischen Westen, Hebbel am Ufer, 2012)
- Schubladen (Hebbel am Ufer, 2012)
- Ende (Hebbel am Ufer, 2013)
- Frühlingsopfer – Aufgeführt von She She Pop und ihren Müttern (Hebbel am Ufer, 2014)
- Einige von uns – Ein Lehrstück von She She Pop und Schauspiel Stuttgart (Schauspiel Stuttgart, 2015)
- 50 Grades of Shame – Ein Bilderbogen nach Wedekinds „Frühlings Erwachen“ (Kammerspiele München, 2016)
- Besessen – Ein kollektiver Monolog (im Rahmen vom Monologfestival, Theaterdiscounter Berlin, 2016)
- The Ocean Is Closed – Eine Konzertperformance von She She Pop und zeitkratzer (Hebbel am Ufer, 2017)
- Oratorium – Kollektive Andacht zu einem wohlgehüteten Geheimnis (Hebbel am Ufer, 2018)
- Shame, Shame, Shame! – Die Jubiläums-Gala (im Rahmen von 25 Jahre She She Pop, Hebbel am Ufer, 2018)

## Hörspiele
- 2000: Abenteuer Schwingung (Hörspiel – Dkultur)
- 2011: Testament – Von und mit She She Pop & ihren Vätern (Hörspiel – Dkultur)
- 2013: Schubladen  (Hörspiel – Dkultur)

## Auszeichnungen
- Ausgezeichnet mit der Wild Card beim Theaterfestival Favoriten 2010.
- Eingeladen zum Theatertreffen 2011 mit Testament.[1]
- Ausgewählt für das nachtkritik Theatertreffen 2011.
- Ausgezeichnet mit dem Friedrich-Luft-Preis 2011 für Testament.[2]
- Ausgezeichnet mit dem Preis des Goethe-Instituts beim Festival Impulse 2011 für Testament.
- Ausgezeichnet für die Hörspielfassung von Testament (Produktion mit Deutschlandradio Berlin) mit dem Hörspielpreis der Kriegsblinden 2012.[3]
- Ausgezeichnet mit dem „Best Theater of 2012 Award-Foreign sector“ von der National Theater Association of Korea.
- Eingeladen zur Impulse Theater Biennale 2013.
- Ausgezeichnet mit dem Preis der Kinderjury in der Kategorie „Herz ergreifend“ beim Kunstfest Weimar 2015 für Testament.
- Ausgezeichnet mit dem George Tabori Preis 2015 des Fonds Darstellender Künste.[4]
- Ausgewählt für den Europäischen Theaterpreis 2017, Sektion „Theatrical Realities“.
- 7. Saarbrücker Poetikdozentur für Dramatik für das bisherige Gesamtwerk 2018.[5]
- Theaterpreis Berlin 2019.[6]
- Eingeladen zum Theatertreffen 2019 mit Oratorium.